# Чибагалахски хребет
Чибагала̀хският хребет (на руски: Чибагала̀хский хребет) е планински хребет в Източен Сибир, разположен в западната част на планинската система Черски, в източната част на Якутия в Русия.
Простира се от северозапад на югоизток на протежение от 250 km между долините на реките Туостах и Чарки (десни притоци на Адича, десен приток на Яна) и Чибагалах (ляв приток на Индигирка), десният ѝ приток Мюрюле и нейният ляв приток Оньоло, като е вододел на водосборните басейни на реките Индигирка на изток и Яна на запад. Максимална височина 2449 m (66°13′35″ с. ш. 139°58′42″ и. д. / 66.226389° с. ш. 139.978333° и. д.), разположена в централната му част. Изграден е основно метаморфни скали, шисти и пясъчници. Долните части на склоновете му са обрасли с лиственични гори, а нагоре следват поясите на кедровия клек и планинската тундра.